# Челльман, Франс Рейнгольд
Франс Рейнгольд Челльман (швед. Frans Reinhold Kjellman; 1846—1907) — шведский ботаник-альголог.

## Биография
Франс Рейнгольд Челльман родился в шведском городе Тёрсё (Torsö). Сын Йохана Челльмана (Johan Kjellman) и Луизы Крейцер (Lovisa Creutzer). Франс окончил Упсальский университет (1868 г.), в котором позднее получил докторскую степень (1872 г.) и занял должность ординарного профессора, совмещая эту работу с руководством ботаническим садом в Уппсале. Челльман участвовал в нескольких арктических экспедициях. Сопровождал Адольфа Норденшельда в знаменитой экспедиции на «Веге» (1883 год). Во время экспедиций он собрал богатейшие ботанические коллекции и превосходно изучил полярную флору, в особенности флору водорослей Северного Ледовитого океана, став в этой сфере лучшим знатоком. Его работы по альгологии касаются не только изучения и описания совокупностей видов водорослей, но относятся и к области их морфологии и биологии. Его капитальный труд «The Algae of the Arctic Sea», посвященный водорослям северного Ледовитого океана, долгое время считался базовым сочинением по фитогеографии водорослей. Большинство водорослей, указанных в этом труде, было найдено в русских частях Ледовитого океана. Челльман изучал влияние различных внешних факторов (температуры, света, состава воды, и др.) на развитие водорослей, установив для северных морей ареалы распространения различных водорослей и их формации.
Большинство водорослей, указанных в трудах Челльмана, найдено в русском секторе Северного Ледовитого океана, благодаря чему его деятельность имеет очень большое значение для русской ботаники. В его честь острова на севере шхер Минина в Карском море названы в 1878 году Норденшельдом островами Челльмана.
Умер Франс Рейнгольд Челльман в Уппсале.

## Семья
В 1884 г. Челльман женился на Хильдур-Эвелине Тротциг (Trotzig), их сын — Хильдинг Челльман. 

## Научные работы
- Vegetation hivernale des Algues à Mosselbay. («Comptes rendus», 80, «Bot. Zeit.», 1875)
- Ueber d. Pflanzenlebeh während des Winters im Meere an der Westküste von Schweden. («Bot. Centralbl.», 1886)
- Om Spetsbergens marina klorophyllforande Thallophyter» («K. Sv. Vet. Akad. Handlingar», 1877)
- The Algae of the Arctic Sea. A survey of the species, together with an exposition of the general characters and development of the flora. — K.Sv. Vet.-Akad. Handl., Vol. 20. Stockholm, 1883. ISBN 9783874290159
- Sibirska nordkustens Fanerogamenflora («Nordenskiöld’s Vega», т, 1, 1882)
- Fanerogamer frau Nowaja Semlja, Wajgatsch och Chabarowa.
- Om Tschuktschernas hushällväxter.
- Asiatiska Beringsunds-Kustens fanerogamenflora.
- Fanerogamfloran på S-t Lawrence ön. (ib., т. 2, 1883)
- Оm Коmmandirski-öarnas fanerogamflora. (ib., т. 4, 1887)
- Ueber die Algenvegetation des Murmanschen Meeres. («Nova acta Soc. scient. Upsaliensis», 1877)
- Bidrag till Kännedom of Kariska hafvets Algvegetation. («Ofvers. K. Svensk. Akad. förhandling», 1877)
- Оm Algenvegetation i det Sibirska Ishafvet. (1879)
- Оm Beringhafvets Algflora. («Svensk. K Akad. Handling», 28, 1888)
- Algenregionen und Algenformationen im östlichen Skagerrack. («Bihang till Kgl. Svenska Vet. Akad. Forhandlingar», 1878)
- Zur Organographie u. Systematik d. Aegagropilen. («Nova Acta reg. Soc. Sc. Upsal Jubelband», 1898)
- The Marine Algae of Iceland» («Bot. Tidsskrift», 1903)
- Phaeophyceae (Fucoideae)» в «Engler-Prantl. natürl. Pfl. Fam. (I, 2)
- Handbok i Skandinaviens Hafsalgflora. I. Fucoideae. (Стокгольм, 1890)